# Jean-Cyril Spinetta
Pour les articles homonymes, voir Spinetta.
Jean-Cyril Spinetta, né le 4 octobre 1943 dans le 15e arrondissement de Paris, est un haut fonctionnaire français.
Ancien président du Conseil de Surveillance d'AREVA et ancien président-directeur général d'Air France-KLM; il a aussi siègé aux conseils d'administration d'Alcatel-Lucent, de Saint-Gobain et de Engie. Il était en 2008 le 41e patron le mieux payé de France avec 1,5 M€. 

## Biographie

### Enfance et formation
Son grand-père, Cyrille Spinetta (1879-1943), ingénieur de l’école des arts et métiers d’Aix-en-Provence, a été responsable de la Section française de l'Internationale ouvrière (SFIO) de la fédération du Tarn. Cyrille Spinetta dirigea la Verrerie ouvrière d'Albi à partir de 1911. Il avait des idées novatrices sur l'organisation du travail par une répartition plus équitable de l'effort et du salaire, et sur l'économie qui pouvait être réalisée sur le combustible. Il fut le directeur général du personnel, de la fabrication et des fours jusqu'aux grèves de 1922-1924, pendant lesquelles il démissionna et fit une grève de la faim très médiatisée pour soutenir des grévistes jugés pour tentative d'incendie volontaire et pour empêcher les verriers de se livrer à de nouvelles violences. Il était ami de Jean Jaurès.
Sa mère, Antoinette Brignoli, était une institutrice. Née en Corse, elle avait fait l'école normale d'Ajaccio. Elle a commencé par enseigner en 1932 à Tox. En août 1935, elle s'est mariée avec le fils de Cyrille, Adrien Spinetta, ingénieur des ponts et chaussées et socialiste. Ils se sont installés à Paris dans le 15e arrondissement, où est né Jean-Cyril.
Jean-Cyril était élève du lycée Hoche à Versailles du CM2 à la première, avec deux ans d'avance sans jamais redoubler. Il passe tous les étés ses vacances en Corse à Ajaccio et au village de sa mère, Bastelica. Les héros de son enfance sont, selon lui, des résistants corses comme Fred Scamaroni ou Danielle Casanova.
Titulaire d'un diplôme d´études supérieures de droit public à la faculté de droit de l'université de Paris, il est aussi diplômé de l'Institut d'études politiques de Paris (Sciences Po) et ancien élève de la promotion Charles de Gaulle de l'École nationale d'administration (ÉNA).
Fils et petit-fils de militants socialistes, lui-même membre du Parti socialiste jusqu'en 1977, Jean-Cyril Spinetta ne renie, selon lui, ni ses origines ni ses convictions.

### Carrière
- 1961-69 : Adjoint d'enseignement
- 1969-70 : Attaché d'administration centrale
- 1970-72 : Instigateur de la section CFDT de l'ENA avec Christian Pierret[10]
- 1972-76 : Chef du bureau des investissements et de la planification au ministère de l’Éducation nationale
- 1976-78 : Détaché comme auditeur au Conseil d'État
- 1978-81 : Chargé de mission au Secrétariat général du gouvernement
- 1981-83 : Chef du service d’information et de diffusion du Premier ministre
- 1983-84 : Directeur des collèges au ministère de l’Éducation nationale
- 1984-86 : Directeur de cabinet de Michel Delebarre, ministre du Travail, de l’Emploi et de la Formation professionnelle
- 1986-87 : Inspecteur général de l’Éducation nationale
- 1988-90 : Directeur de cabinet de Michel Delebarre, successivement ministre des Affaires sociales et de l’Emploi, ministre des Transports et de la Mer, ministre de l’Equipement, du Logement, des Transports et de la Mer
- 1990-93 : Président-directeur général d’Air Inter
- 1994-95 : Chargé de mission auprès du président de la République François Mitterrand, conseiller pour les affaires industrielles, puis préfet, chargé d’une mission de service public relevant du gouvernement
- janvier 1996 : Conseiller technique au cabinet du Commissaire européen chargé des Sciences, de la Recherche et de l’Éducation
- juillet 1997 : Mission du recensement des gisements d’emplois dans le secteur de l’Éducation confiée par Claude Allègre, ministre de l’Éducation nationale et Martine Aubry, ministre de l’Emploi et de la Solidarité
- Du 22 septembre 1997 au 31 décembre 2008 : Président-directeur général du Groupe Air France. Il organise la privatisation partielle de Air France en 1999, puis en 2004 le rapprochement avec la société néerlandaise KLM, ce qui conduit à la privatisation d'Air France[11].
- 18 juillet 2006 : convocation par la justice en vue d'une éventuelle mise en examen dans le cadre d'une enquête concernant une ex-société de sûreté aérienne, Pretory, qui a été la sous-traitante d'Air France. Jean-Cyril Spinetta était soupçonné de « blanchiment en bande organisée, de travail dissimulé, complicité de corruption passive, trafic d’influence et complicité d’abus de bien sociaux »[12]. Il a évité la mise en examen et finalement été entendu en tant que témoin assisté par le juge Hervé Loureau chargé de l'affaire. À la suite de cette entrevue, Spinetta a affirmé qu'il se « considère comme totalement innocent et qu'il n'y a aucun élément à charge dans ce dossier ». « C'est assez exceptionnel d'être convoqué pour être mis en examen et de ne pas ressortir poursuivi », a ajouté son avocat, Jean-Pierre Versini-Campinchi[13].
- Du 1er janvier 2009 au 17 octobre 2011, Pierre-Henri Gourgeon le remplaça à la tête d'Air France-KLM, poste qu'il reprend en tant que PDG à la suite d'un Conseil d'Administration extraordinaire [14].
- Depuis le 1er janvier 2009 : Président du Conseil d'administration d'Air France-KLM et d'Air France.
- Depuis le 30 avril 2009 : Président du Conseil de Surveillance d'AREVA (jusqu'à juin 2013).
- Depuis le 17 octobre 2011 : Président-Directeur général d'Air France-KLM (jusqu'à juin 2013).
- Depuis le 18 octobre 2013 : Président du Conseil national éducation-économie.
- 15 février 2018 : remise au premier ministre Édouard Philippe du rapport sur « L'avenir du Transport ferroviaire » rédigé sous sa direction.

## Mandats sociaux
Il est ou a été :
- Président et directeur général d'Air France-KLM
- Président de l’ONG Acting For Life
- Administrateur de : 
  - Alcatel-Lucent (2006),
  - Air France
  - Air France-KLM
  - Alitalia,
  - La Poste (jusqu'en 2008),
  - Saint-Gobain (depuis 2005),
  - Unilever (2006)
  - GDF Suez
  - Le Monde des Entreprises
  - Areva (avril 2009)

## Vie privée
Père de 4 enfants, Jean-Cyril Spinetta a eu une fille née sourde en 1975. Veuf depuis 2007, Jean-Cyril Spinetta est aussi un amateur et ancien joueur de rugby à XV,.

## Distinctions
- Président du "LASAIRE", le "LAboratoire Social d'Action, d'Innovation, de Réflexion et d'Echanges".
- Commandeur de la Légion d'honneur[18].
- Commandeur de l’Ordre national du Mérite.
- Officier des Palmes académiques.
- « Manager de l'année », Le Nouvel Économiste, 2003.
- En 2004, l'Association des journalistes professionnels de l'aéronautique et de l'espace (AJPAE) lui décerne le prix Icare.